# 국제장애인문화교류협회
사단법인 국제장애인문화교류협회(이하 국장협)는 1987년 창단되었으며, 문화체육관광부 산하 법인으로 국내·외 장애인문화예술 교류를 주도하여 다양한 장애인 문화사업을 조성하고, 전국 17개 시·도를 비롯하여 해외에도 지역협회를 설립하여 유기적으로 운영하고 있다. 
국장협은 장애인문화예술의 발전과 활성화를 위해 ‘찾아가는 장애인문화예술학교’, ‘전국장애인합창대회’, ‘국내·외 장애인문화엑스포’, ‘해외교류공연’, ‘찾아가는 장애인문화예술학교 정기공연 및 전시’ 등 다양한 문화예술 사업을 추진하고 있다. 특히, 예술적 재능이 있는 발달장애 청소년들을 대상으로 한 문화예술교육사업 ‘찾아가는 장애인 문화예술학교’는 전국 25개소에서 80여 개의 문화예술교육 프로그램을 운영하고 있으며, ‘문화예술학교’의 교육생들은 미국, 몽골, 베트남 등 국외에서 문화예술단으로 초청받아 해외에서도 예술적 기량을 인정받고 있다.
지난 2023년 10월에는 ‘뉴욕 카네기홀’에서의 ‘대한민국 장애예술가, 카네기홀과 마주하다. <Face to Face>’공연을 올리며 장애인문화예술에 대한 국민의 관심과 참여를 촉진 시켰고 우리나라 장애인 문화예발전에 기여하고 있다.
주소지: 서울 영등포구 양산로 53 1106호(양평동3가, 월드메르디앙비즈센터)
- 홈페이지: http://www.nanum.tv/

- 유튜브: https://www.youtube.com/@%EA%B5%AD%EC%A0%9C%EC%9E%A5%EC%95%A0%EC%9D%B8%EB%AC%B8%ED%99%94%EA%B5%90%EB%A5%98%ED%98%91
- 인스타그램: https://www.instagram.com/nanumtv/
- 찾아가는 장애인문화예술학교: http://saca.or.kr/
- 전국장애인합창대회: http://ncf1203.or.kr/

## 주요 사업
1. <찾아가는 장애인문화예술학교> :  문화체육관광부 지정 발달장애 문화예술교육 사업  
  - 16개 시,도 25개소 <찾아가는 장애인문화예술학교> 운영
  - 연간 발달장애인 대상 문화예술교육 진행 (강사: 약80명, 전공생: 약600명)
  - 80여 개의 문화예술교육 프로그램 운영
  - 교육 미디어 구축 및 장애예술가 예술활동 지원
  - 음악 전공생 (클래식 전공 대상) 역량강화 '음악캠프' 진행
  - 교육생 역량강화: 정기 연주회 및 미술전 진행
  - 발달장애예술교육의 발전을 위한 문화예술교육 토론회
  - 문화예술교류대회
2. <전국장애인합창대회> : 대통령, 국무총리, 문화체육관광부장관상 수여 
  - 장애인의 날 기념(4월18일) 사랑의 음악회 공연 사업
  - 서울 및 지역 예선(예술제)
  - 세계 장애인의 날 기념(12월3일) 전국장애인합창대회(본선) 개최
  - 세계 장애인의 날 기념(12월3일) 시상식
3. <만남> 월간 잡지 발간 - 매년 2, 4, 6, 8, 10, 12월 호 (연간 6회)